# Horváth Ferenc (labdarúgó, 1939)
Horváth Ferenc (Újpest, 1939. április 11. –) labdarúgó, csatár.

## Pályafutása
1957 és 1963 között az Újpesti Dózsa labdarúgója volt. Az élvonalban 1958. július 13-án mutatkozott be a Tatabánya ellen, ahol csapat 3–1-es győzelmet aratott. Tagja volt az 1960–61-es bajnoki bronzérmes csapatnak. Az élvonalban 21 mérkőzésen szerepelt és két gólt szerzett.

## Sikerei, díjai
- Magyar bajnokság
  - 3.: 1960–61